# Phyllium hausleithneri
Phyllium hausleithneri är en insektsart som beskrevs av Brock 1999. Phyllium hausleithneri ingår i släktet Phyllium och familjen Phylliidae. Inga underarter finns listade i Catalogue of Life.